# Shannons estuarium

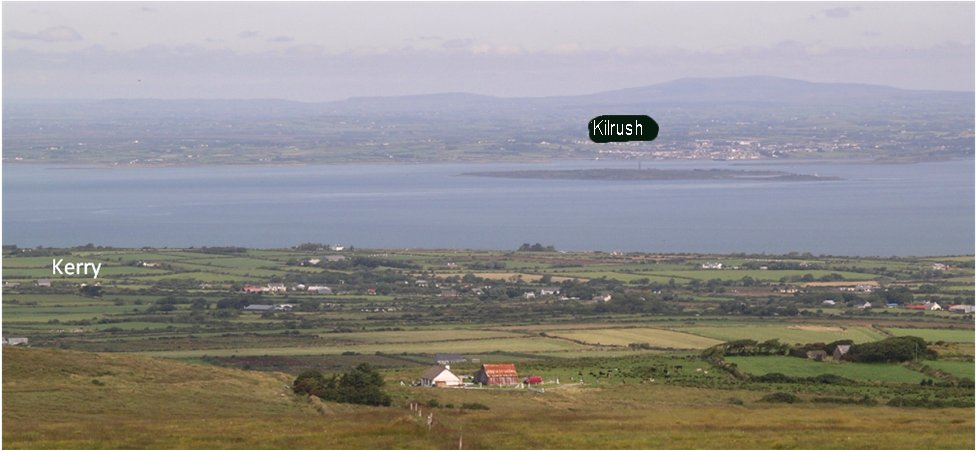
Kilrush sett tvärs över Shannon från County Kerry

Floden Shannons estuarium i Irland (irländska: Inbhear na Sionainne)  är en stor mynningsvik där floden Shannon rinner ut i Atlanten. Längst upp i estuariet ligger staden Limerick, Irlands tredje största stad. Estuariets gränser mot havet markeras av Loop Head i norr och Kerry Head i söder. Flodmynningen utgör den huvudsakliga gränsen gränsen mellan grevskapen Kerry och Limerick i söder och Clare i norr.
Estuariets längd är 102,1 km. I den nedre delen av Shannon finns ett naturskyddsområde, Special Area of Conservation (SAC). Det innehåller flodmynningen och dess längd är 120 km från Killaloe till Loop Head. Shannon har ett högt tidvattenområde, upp till cirka 5,44 meter vid Limerick docks, så att flodmynningen har övervägts för ett tidvattenkraftverk, trots att det ibland förekommer en bore (vattenstörtning).
Under andra hälften av 1800-talet har cirka 65 km² av flodmynningens lågland invallats och återvunnits, till stor del för jordbruksändamål.

## Flyg
I slutet av 1930-talet dominerades den transatlantiska flygtrafiken av flygbåtar, och en flygbåtsterminal låg vid Foynes på södra sidan av Shannons estuarium. Man insåg dock att teknikutvecklingen skulle kräva en permanent landningsbana och flygplats.
1936 bekräftade Irlands regering att den skulle utveckla en 3,1 km2 plats vid Rineanna för landets första transatlantiska flygplats. Marken som flygplatsen skulle byggas på var myr och den 8 oktober 1936 påbörjades arbetet med att dränera marken. År 1942 hade en användbar flygplats etablerats och fick namnet Shannon Airport. Sedan dess flyttades passagerare från flygbåtarna i Foynes till Shannon Airport. År 1945 utökades de befintliga landningsbanorna vid Shannon för att tillåta transatlantiska flygningar, och därmed hade man inte längre något behov av Foynes.

## Hamn
Shannon Foynes Port Company är hamnmyndighet för hela flodmynningen. Bolaget äger anläggningar vid Foynes Dock, Limerick City och vid flygplatsens brygga. Det tillhandahåller marina tjänster, inklusive lotsning och bogsering till privatägda anläggningar på Moneypoint, Tarbert Island och Aughinish. Den maritima historien om flodmynningen är katalogiserad och visas i utställningar på sjöfartssektionen av Foynes Flying Boat Museum.

## Hållbart utnyttjande
Shannons estuarium är en oerhört viktig tillgång och en av de mest värdefulla naturresurserna i Irland och i Mid-West-regionen i synnerhet – randområdena och det marina området ger både utrymme och plats för utvecklingsaktiviteter och möjligheter att göra framsteg ekonomiskt, socialt, och miljömässigt inom regionen. Vissa initiativ, såsom den strategiska integrerade ramplanen (SIFP) för Shannons estuarium 2013–2020, syftar till att tillhandahålla en interjuridiktionell land- och havsbaserad ramplan för att vägleda den framtida utvecklingen och förvaltningen av estuariet. Den beställdes 2011 av Clare County Council, Kerry County Council, Limerick City and County Councils, Shannon Development och Shannon Foynes Port Company. Projektet övervakas av en styrgrupp med flera organ bestående av ovanstående och andra nyckelintressenter med intresse för flodmynningen.
Beräkningar av tidvattenkraft visar att 111-367 GWh/år skulle kunna utvinnas från flodmynningen, jämfört med 2,6 TWh/år för hela Irland.

## Biologi
Zoologi: En stationär population av Öresvin (Tursiops truncatus) förekommer i mynningen.

## Fiske
En ålfälla och ett system som möjliggör ålens vandringar i floden Shannon har anlagts som en del av ett förvaltningsprogram som inleddes efter upptäckten av minskande bestånd av ål i floden Shannon. Systemet möjliggör säker passage för unga ålar mellan Killaloe Bridge och Shannons mynning.
Fiskeindustrin i Shannons mynningsvik är nu utarmad. Förr gav den sysselsättning åt hundratals män längs dess sträckning. I Limerick använde fiskare baserade på Clancy's Strand roddbåt för att fånga lax. På 1920-talet påverkade byggandet av en damm vid Ardnacrusha laxuppfödningen allvarligt och det, samt införandet av kvoter, hade på 1950-talet orsakat att laxfisket upphört. Fritidsfiske pågår dock fortfarande.